# Zinsel du Nord
La Zinsel du Nord (prononcé [Tsinsəl dy nɔʁ]) est une rivière qui coule dans le pays de Bitche en Moselle ainsi qu'en Alsace du Nord dans le Bas-Rhin. C'est un affluent de la Moder et donc un sous-affluent du Rhin. Avant de confluer avec le Breidenbach, la rivière s'appelle Moderbach.

## Hydronymie
La rivière s'est appelée tour à tour Gunimus rivus, Dintzila, Zinzila, Zintzel, et signifie dans sa racine originelle l'affluent.
Avant de confluer avec le Breidenbach dans le grand étang de Mouterhouse, la Zinsel du Nord s'appelle Moderbach,.

## Histoire
Les usines De Dietrich, implantées dans le canton de Niederbronn à la hauteur de Zinswiller, utilisaient la force motrice de la Zinsel du Nord pour mettre en mouvement les machines au XIXe siècle. La Zinsel alimentait aussi le martinet et la forge de Zinswiller. De même le feu des hauts fourneaux était activé pas des soufflets mus par l'eau.

## Géographie
La rivière prend sa source sous le nom de Moderbach en territoire mosellan, à Mouterhouse dans le pays de Bitche, à près de 300 mètres d'altitude. Elle recueille les eaux du Breidenbach dans le village et devient la Zinsel du Nord. Le Falkensteinerbach (27,2 km), qui la rejoint entre Gundershoffen et Uttenhoffen, a un débit supérieur au sien et lui apporte 1,98 m3/s. Après un parcours d'environ 44 kilomètres, elle conflue avec la Moder à Schweighouse-sur-Moder (à 145 mètres d'altitude). La majeure partie de son bassin versant qui draine 338 km2 s'inscrit dans le parc naturel régional des Vosges du Nord,.

## Affluents
- Schwarzbach
- Weissbach
- Breidenbach
- Rehbach
- Ruisseau le Lisenthal
- Schlierbach
- Wissbach
- Falkensteinerbach
- Schliederbach
- Isselbaechel[1],[3]